# Роулинг, Иэн
И́эн Марк Ро́улинг (англ. Ian Mark Rowling; род. 1967) — австралийский гребец-байдарочник, выступал за сборную Австралии в начале 1990-х годов. Бронзовый призёр летних Олимпийских игр в Барселоне, серебряный призёр чемпионата мира, победитель регат национального и международного значения.

## Биография
Иэн Роулинг родился 10 февраля 1967 года в городе Эппинг в Англии, однако впоследствии переехал на постоянное жительство в Австралию. Активно заниматься греблей начал в раннем детстве, проходил подготовку в городе Голд-Кост, состоял в местном плавательном клубе под названием «Майами».
Первого серьёзного успеха на взрослом международном уровне добился в 1991 году, когда попал в основной состав австралийской национальной сборной и побывал на чемпионате мира в Париже, откуда привёз награду серебряного достоинства, выигранную в зачёте четырёхместных байдарок на десятикилометровой дистанции. Благодаря череде удачных выступлений удостоился права защищать честь страны на летних Олимпийских играх 1992 года в Барселоне — в составе четырёхместного экипажа, куда также вошли гребцы Стивен Вуд, Келвин Грэм и Рэймон Андерссон, завоевал бронзовую медаль в четвёрках на тысяче метрах, пропустив вперёд только команды из Германии и Венгрии.
Тем не менее, несмотря на успешное выступление на Олимпиаде, в дальнейшем Роулинг не показал сколько-нибудь значимых результатов и вскоре принял решение завершить карьеру профессионального спортсмена, уступив место в сборной молодым австралийским гребцам.